# Dilatation thermique
Pour les articles homonymes, voir dilatation.

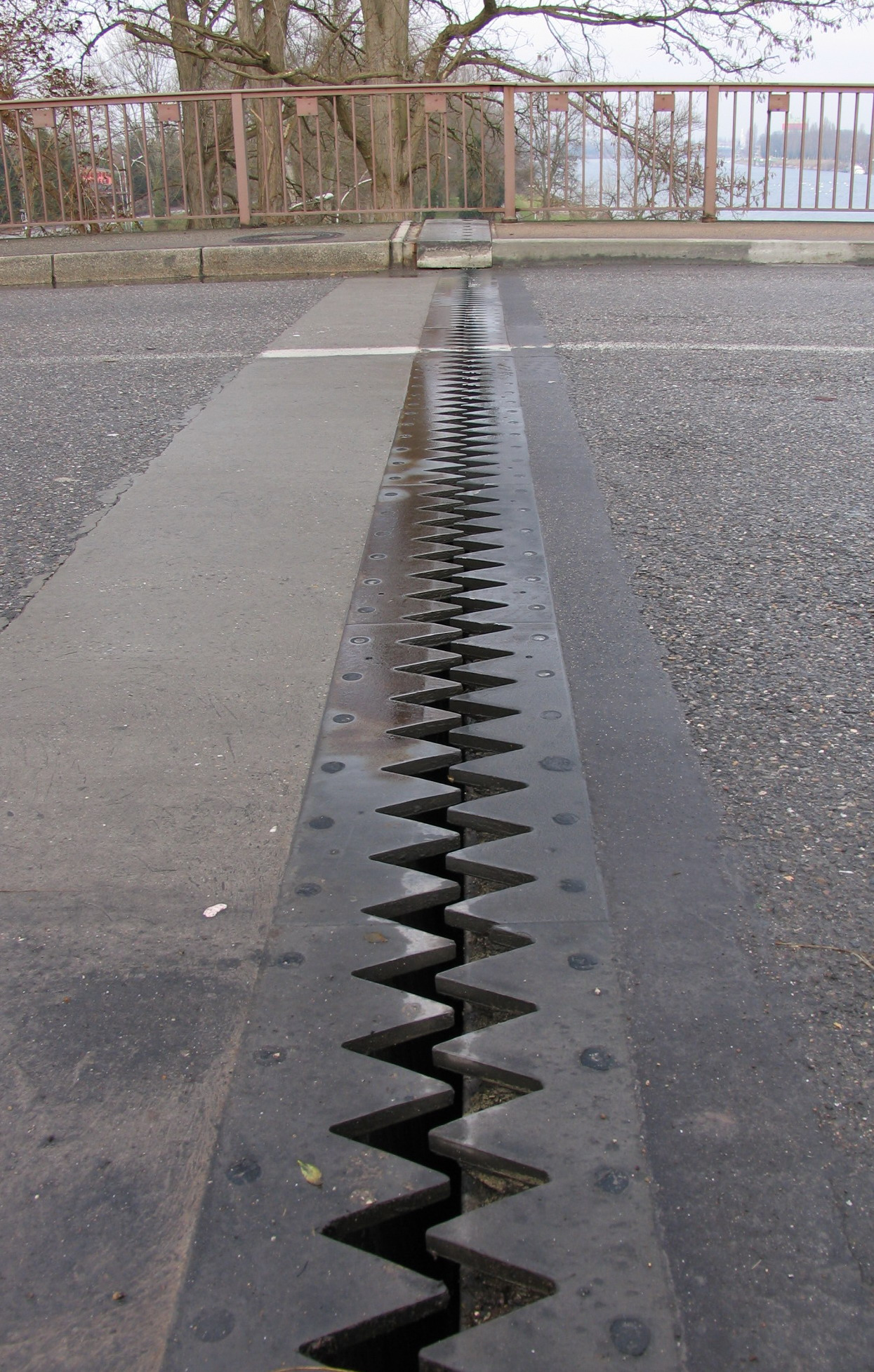
Joint de dilatation d'un pont routier, utilisé pour éviter les dommages dus à la dilatation thermique.

La dilatation thermique est l'expansion à pression constante du volume d'un corps occasionné par son réchauffement, généralement imperceptible. Dans le cas d'un gaz, il y a dilatation à pression constante ou maintien du volume et augmentation de la pression lorsque la température augmente. À l'opposé de la dilatation, un refroidissement provoque une contraction thermique.

## Origine de la dilatation thermique

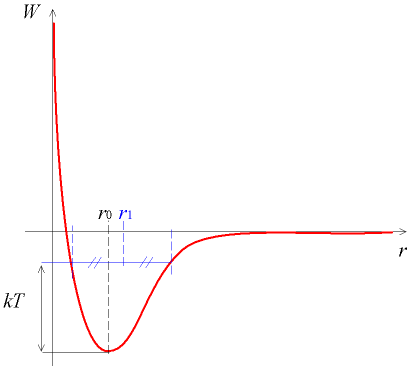
Potentiel interatomique.

Dans un solide, les atomes possèdent une énergie thermique et vibrent autour de leur position moyenne. Cette vibration dépend de la température mais aussi du voisinage des atomes, plus précisément du potentiel interatomique créé par les atomes environnants.
À basse température, les potentiels interatomiques peuvent être décrits de façon harmonique : pour des températures proches de T = 0 K, les atomes restent centrés sur leur position moyenne r0. Ce n'est plus le cas pour des températures élevées : l'anharmonicité des potentiels interatomiques introduit une dépendance de la position moyenne des atomes avec la température, ce qui cause le phénomène de dilatation thermique.
Lorsqu'un gaz est soumis à un réchauffement, la quantité de mouvement des particules qui le composent augmente. À volume constant, cela se traduit par une augmentation de la pression, car le nombre de chocs entre particules par unité de surface et de temps augmente. Si la pression doit rester constante, le volume du gaz doit alors augmenter, selon la loi des gaz parfaits. Pour les gaz non parfaits, les forces d'attraction entre les particules du gaz peuvent réduire l'expansion thermique.
La dilatation thermique des liquides a en principe les mêmes causes que celle des gaz, mais l'effet des forces d'attraction entre les particules sur la dilatation est nettement augmenté, car elles sont plus proches les unes des autres.

## Définition thermodynamique
L'énergie interne {\displaystyle U} d'un système est une fonction d'état qui dépend de la pression {\displaystyle p}, du volume {\displaystyle V} et de la température {\displaystyle T} :
{\displaystyle U=f(p,V,T)}.
Comme ces trois variables sont reliées par l'équation d'état du système, il est possible par exemple d'exprimer une variation infinitésimale de l'énergie interne {\displaystyle U} d'un système en fonction des variations infinitésimales du volume et de la température :
{\displaystyle \mathrm {d} U=\left({\frac {\partial U}{\partial T}}\right)_{V}\mathrm {d} T+\left({\frac {\partial U}{\partial V}}\right)_{T}\mathrm {d} V}.
Le premier terme de la somme contient le changement de l'énergie interne en fonction de la température à volume constant, la capacité thermique isochore {\displaystyle C_{V}}. Si le changement de température a lieu à pression constante, on obtient :
{\displaystyle \left({\frac {\partial U}{\partial T}}\right)_{p}=C_{V}(T)+\left({\frac {\partial U}{\partial V}}\right)_{T}\left({\frac {\partial V}{\partial T}}\right)_{p}=C_{V}(T)+\beta V\left({\frac {\partial U}{\partial V}}\right)_{T}}.
Le terme {\displaystyle \beta } est le coefficient de dilatation thermique isobare du système (coefficient de dilatation volumique), il décrit le changement de volume à pression constante en fonction de la température :
{\displaystyle \beta ={\frac {1}{V}}\left({\frac {\partial V}{\partial T}}\right)_{p}=-{\frac {1}{\rho }}\left({\frac {\partial \rho }{\partial T}}\right)_{p}}.
Notons que pour un gaz parfait, on a :
{\displaystyle \beta ={\frac {1}{T}}}
Le coefficient de dilatation volumique {\displaystyle \beta } est relié dans les matériaux isotropes de façon simple au coefficient de dilatation linéaire {\displaystyle \alpha } :
{\displaystyle \beta =3\;\alpha }
En effet, une variation de longueur infinitésimale {\displaystyle \mathrm {d} L=\alpha \;L\mathrm {d} T} d'un cube dans les trois directions de l'espace conduit à une variation de volume
{\displaystyle \beta V\;\mathrm {d} T=3L^{2}\;\mathrm {d} L+3\;L(\mathrm {d} L)^{2}+(\mathrm {d} L)^{3}}
où les deux derniers termes sont négligeables. On obtient ainsi {\displaystyle \beta =3\;\alpha }.
Dans la pratique, les coefficients de dilatation thermique {\displaystyle \alpha } et {\displaystyle \beta } sont souvent exprimés en fonction d'une valeur de référence pour une température déterminée {\displaystyle T_{0}} :
{\displaystyle \beta ={\frac {1}{V_{0}}}{\frac {\Delta V}{\Delta T}}} et {\displaystyle \alpha ={\frac {1}{L_{0}}}{\frac {\Delta L}{\Delta T}}}.
Cette formule est valable dans les cas où la variation de la longueur dépend linéairement de la variation de la température, mais pas pour de grands intervalles de température ou si le matériau subit une transition de phase dans l'intervalle considéré. De manière générale, la dépendance en température du coefficient de dilatation thermique volumique {\displaystyle \beta } est exprimée par la relation de Grüneisen
{\displaystyle {\frac {\beta }{\chi _{T}C_{V}\rho }}=\gamma \simeq {\mbox{constante}}}
où {\displaystyle \chi _{T}} est la compressibilité isotherme du matériau, {\displaystyle C_{V}} sa capacité thermique isochore, {\displaystyle \rho } sa densité et {\displaystyle \gamma } le paramètre de Grüneisen. Comme {\displaystyle \chi _{T}} et {\displaystyle \rho } sont en première approximation indépendants de la température, les variations thermiques de {\displaystyle C_{V}} compensent celles de {\displaystyle \beta }.

## Coefficients de dilatation thermique linéaire α

### Cas isotrope
On peut calculer pour tous les matériaux isotropes la variation de longueur et donc de volume en fonction de la variation de température :
{\displaystyle \Delta L=\alpha \;L_{0}\;\Delta T}
avec :
- {\displaystyle \Delta L} la variation de longueur en mètres (m) ;
- {\displaystyle \alpha } le coefficient de dilatation linéaire en kelvins puissance moins un (K−1) ;
- {\displaystyle L_{0}} la longueur initiale en mètres (m) ;
- {\displaystyle \Delta T=T-T_{0}} la variation de température en kelvins (K) ou en degrés Celsius (°C).

Remarque : puisqu'on utilise une variation (une différence de température) la différence d'origine entre kelvin et degré Celsius s'annule, la distinction n'est donc pas nécessaire.
On peut aussi directement calculer la longueur en fonction de la température :
{\displaystyle L(T)=L_{0}+\Delta L=L_{0}\;(1+\alpha \;(T-T_{0}))}
avec :
- {\displaystyle L(T)} la longueur en mètres (m) en fonction de la température ;
- {\displaystyle T} la température considérée en kelvins (K) ou en degrés Celsius (°C) ;
- {\displaystyle T_{0}} la température initiale en kelvins (K) ou en degrés Celsius (°C).

Application
Soit un rail en acier de 30 m en hiver à −20 °C ; en été, la température est de 40 °C.
Le rail subit donc une variation de température ΔT = 60 °C, sa variation de longueur est :
{\displaystyle \Delta L=\alpha _{\mathrm {acier} }\cdot L_{0}\cdot \Delta T=12\times 10^{-6}\times 30\times 60=2{,}16\times 10^{-2}\ \mathrm {m} }
Ainsi le rail s'allonge de 21,6 mm, sa longueur en été est de 30,021 6 m.

### Tenseur de dilatation thermique
Les matériaux cristallins non cubiques présentent une dilatation thermique anisotrope : on n'observe pas le même coefficient de dilatation α dans toutes les directions. Pour cette raison, on utilise un tenseur symétrique d'ordre 2 pour décrire la dilatation dans les matériaux anisotropes :
{\displaystyle {\begin{bmatrix}\alpha _{11}&\alpha _{12}&\alpha _{13}\\\alpha _{21}=\alpha _{12}&\alpha _{22}&\alpha _{23}\\\alpha _{31}=\alpha _{13}&\alpha _{32}=\alpha _{23}&\alpha _{33}\end{bmatrix}}}
Ainsi, dans le cas général d'un matériau triclinique, six coefficients de dilatation thermique sont nécessaires. Ces coefficients se rapportant à un repère orthogonal, les coefficients de dilatation n'ont pas forcément de rapport direct avec les axes cristallographiques du matériau. En effet, les valeurs propres et vecteurs propres d'un tenseur d'ordre 2 forment toujours (dans le cas où les valeurs propres sont positives) une ellipsoïde de révolution, dont les axes sont perpendiculaires les uns aux autres : on dit qu'un tenseur d'ordre 2 possède toujours au moins la symétrie ponctuelle orthorhombique maximale 2/m 2/m 2/m.
Pour un cristal orthorhombique par exemple, où α12 = α13 = α23 = 0, le tenseur de dilatation est diagonal et α11, α22 et α33 décrivent la dilatation le long des trois directions cristallographiques a, b et c du matériau. Par contre, dans le système monoclinique, α13 est non nul : alors que α22 représente la dilatation thermique le long de b, la relation entre α11, α33, α13 et les paramètres de maille a, c, β n'est pas aussi triviale. Par convention, le repère orthogonal (e1, e2, e3) choisi pour décrire la dilatation thermique dans les matériaux monocliniques est tel que e2 est parallèle au vecteur b, axe de symétrie du cristal, e3 est parallèle à c et e1 est parallèle au vecteur du réseau réciproque a*, qui forme par définition un trièdre direct avec b et c : α33 représente la dilatation thermique le long de c, alors que α11 représente la dilatation le long du vecteur réciproque a* qui est différent de a.
Dans le cas général triclinique, il est possible de calculer les coefficients du tenseur de dilatation thermique à partir des variations en température des paramètres de maille. Dans le repère conventionnel orthogonal (e1, e2, e3), défini par e3 parallèle à c, e2 parallèle à b* et e1 étant le produit vectoriel de e2 et e3, on obtient :
{\displaystyle {\begin{array}{rcl}\alpha _{11}&=&\displaystyle {{\frac {1}{a}}{\frac {\mathrm {d} a}{\mathrm {d} T}}+{\frac {\mathrm {d} \beta }{\mathrm {d} T}}\cot {\beta }}\\[3ex]\alpha _{22}&=&\displaystyle {{\frac {1}{b}}{\frac {\mathrm {d} b}{\mathrm {d} T}}+{\frac {\mathrm {d} \alpha }{\mathrm {d} T}}\cot {\alpha }+{\frac {\mathrm {d} \gamma ^{*}}{\mathrm {d} T}}\cot {\gamma ^{*}}}\\[3ex]\alpha _{33}&=&\displaystyle {{\frac {1}{c}}{\frac {\mathrm {d} c}{\mathrm {d} T}}}\\[3ex]\alpha _{12}&=&\displaystyle {{\frac {1}{2}}\cot {\gamma ^{*}}\left({\frac {1}{a}}{\frac {\mathrm {d} a}{\mathrm {d} T}}-{\frac {1}{b}}{\frac {\mathrm {d} b}{\mathrm {d} T}}-{\frac {\mathrm {d} \alpha }{\mathrm {d} T}}\cot {\alpha }+{\frac {\mathrm {d} \beta }{\mathrm {d} T}}\cot {\beta }\right)+{\frac {1}{2}}{\frac {\mathrm {d} \gamma ^{*}}{\mathrm {d} T}}}\\[3ex]\alpha _{13}&=&\displaystyle {{\frac {1}{2}}\cot {\beta }\left({\frac {1}{a}}{\frac {\mathrm {d} a}{\mathrm {d} T}}-{\frac {1}{c}}{\frac {\mathrm {d} c}{\mathrm {d} T}}\right)-{\frac {1}{2}}{\frac {\mathrm {d} \beta }{\mathrm {d} T}}}\\[3ex]\alpha _{23}&=&\displaystyle {{\frac {1}{2}}\left\{\left({\frac {1}{a}}{\frac {\mathrm {d} a}{\mathrm {d} T}}-{\frac {1}{c}}{\frac {\mathrm {d} c}{\mathrm {d} T}}\right)\cot {\gamma ^{*}}\cot {\beta }+\left({\frac {1}{b}}{\frac {\mathrm {d} b}{\mathrm {d} T}}-{\frac {1}{c}}{\frac {\mathrm {d} c}{\mathrm {d} T}}\right){\frac {\cot {\alpha }}{\sin {\gamma ^{*}}}}-\left({\frac {1}{\sin {\gamma ^{*}}}}{\frac {\mathrm {d} \alpha }{\mathrm {d} T}}+{\frac {\mathrm {d} \beta }{\mathrm {d} T}}\cot {\gamma ^{*}}\right)\right\}}\end{array}}}
où {\displaystyle a}, {\displaystyle b}, {\displaystyle c}, {\displaystyle \alpha }, {\displaystyle \beta }, {\displaystyle \gamma } sont les paramètres de maille du cristal dans le réseau direct et {\displaystyle \gamma ^{*}} est l'angle entre les vecteurs a* et b* du réseau réciproque.
Les valeurs propres du tenseur de dilatation thermique, ou coefficients de dilatation linéaires principaux {\displaystyle \alpha _{1}}, {\displaystyle \alpha _{2}} et {\displaystyle \alpha _{3}}, permettent aussi d'obtenir le coefficient de dilatation volumique {\displaystyle \beta } vu plus haut, trace du tenseur : {\displaystyle \beta =\alpha _{1}+\alpha _{2}+\alpha _{3}=\alpha _{11}+\alpha _{22}+\alpha _{33}}, puisque la trace d'une matrice carrée est invariante par changement de base. Pour les matériaux isotropes, on retrouve ainsi le résultat {\displaystyle \beta =3\;\alpha }.

## Mesure des coefficients de dilatation linéaires

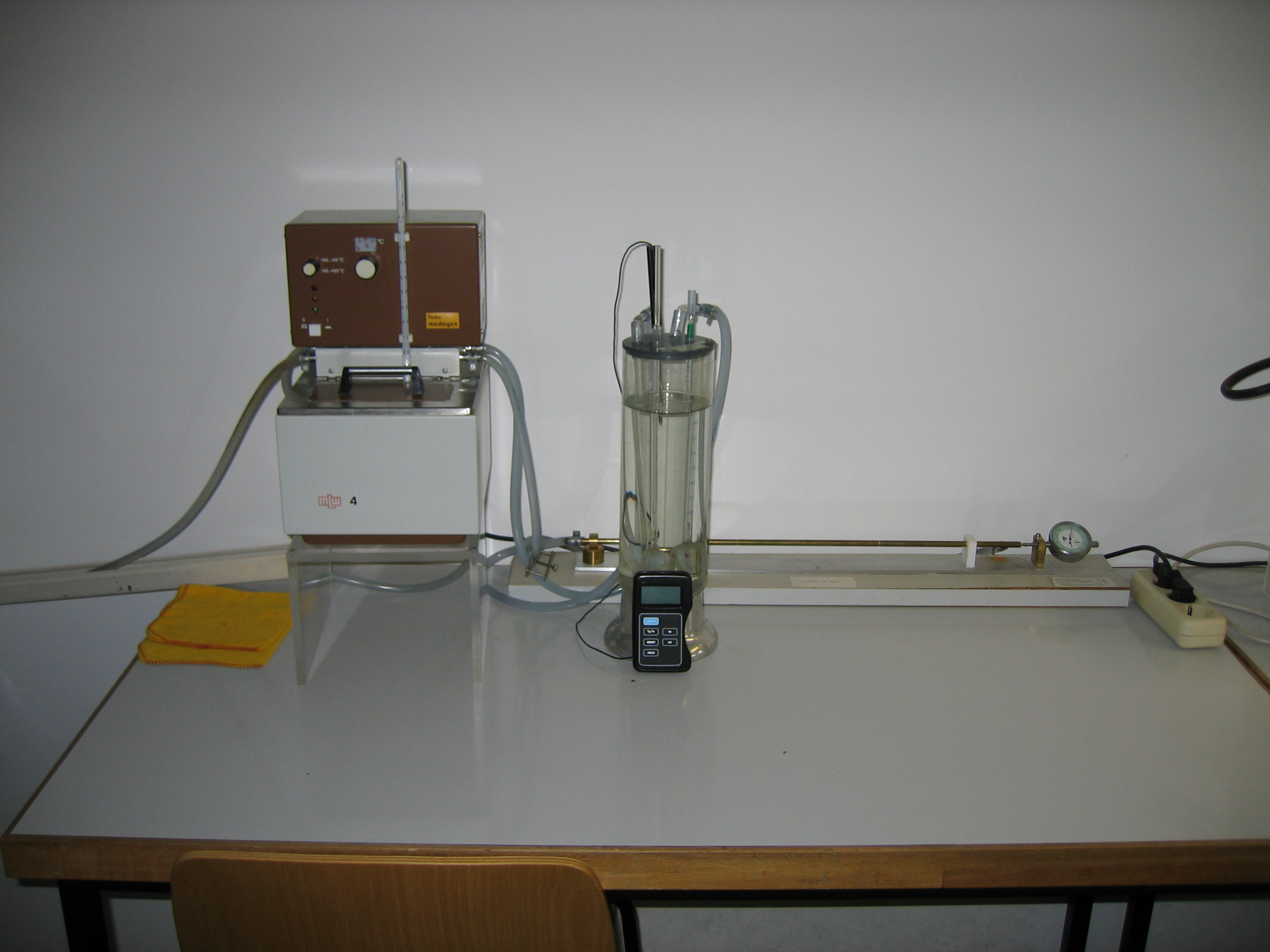
Un dilatomètre permettant de mesurer la dilatation d'un liquide ou d'un solide selon la température.

Une méthode établie de mesure des coefficients de dilatation thermique est celle de la dilatométrie.
Dans le cas des matériaux cristallins, la dilatation thermique peut se mesurer de façon précise par diffraction des rayons X. Une méthode couramment utilisée consiste à mesurer les paramètres de maille du cristal pour différentes températures et d'en déduire les coefficients de dilatation linéaires. Cependant, le calcul intermédiaire des paramètres de maille introduit des erreurs supplémentaires dans le calcul des coefficients et il est préférable de les obtenir à partir de la variation en température de l'angle de diffraction θ. Plusieurs programmes fournissent les composantes du tenseur de dilatation à partir des variations de θ.

## Coefficients de dilatation linéaires pour les principaux matériaux

Coefficient de dilatation volumique isobare β d'un polypropylène semi-cristallin.

Coefficients de dilatation linéiques pour quelques aciers.

Les coefficients donnés ci-dessous constituent des ordres de grandeur valables pour des températures comprises approximativement entre 0 °C et 100 °C. En réalité ces coefficients dépendent de la température, la loi d'allongement n'est donc pas linéaire pour des différences de température très élevées. À titre d'illustration, sont fournies ci-dessous :
- la variation avec la température du coefficient volumique (le triple du coefficient linéaire) d'un polypropylène semi-cristallin pour plusieurs pressions ; le pic correspond à la fusion ;
- la variation avec la température du coefficient linéaire à pression atmosphérique pour plusieurs nuances d'acier.

| substances                | coefficient de dilatation linéaire K−1 |
| ------------------------- | -------------------------------------- |
| acier                     | 12,0 × 10−6                            |
| acier inoxydable          | 14 × 10−6 +/- 4 selon famille          |
| aluminium                 | 23 × 10−6                              |
| béton                     | 12 × 10−6                              |
| bronze                    | 17,5 × 10−6                            |
| constantan                | 15,2 × 10−6                            |
| cuivre                    | 17 × 10−6                              |
| diamant                   | 1 × 10−6                               |
| fonte                     | 10,5 × 10−6                            |
| invar (36 % Ni + 64 % Fe) | 1,2 × 10−6                             |
| titane                    | 8,6 × 10−6                             |
| laiton                    | 18,5 × 10−6                            |
| maillechort               | 18,0 × 10−6                            |

| substances                            | coefficient de dilatation linéaire K−1 |
| ------------------------------------- | -------------------------------------- |
| nylon                                 | 30 × 10−6                              |
| polypropylène                         | 150 × 10−6                             |
| porcelaine                            | 4,0 × 10−6                             |
| quartz                                | 0,5 × 10−6                             |
| rilsan                                | 150 × 10−6                             |
| stéatite                              | 8 × 10−6                               |
| verre sodo-calcique (verre ordinaire) | 9 × 10−6                               |
| verre borosilicate (Pyrex)            | 4 × 10−6                               |
| Zerodur                               | 0,05 × 10−6                            |

Coefficients d'expansion linéaire des éléments à 25 °C (10−6 K−1) : 
| H      |         |    |         |        |        |        |         |         |        |         |         |         |         |         |         |         |    | He |
| Li 46  | Be 11,3 |    |         |        |        |        |         |         |        |         |         |         | B       | C       | N       | O       | F  | Ne |
| Na 71  | Mg 24,8 |    |         |        |        |        |         |         |        |         |         |         | Al 23,1 | Si 2,49 | P       | S       | Cl | Ar |
| K 83,3 | Ca 22,3 |    | Sc 10,2 | Ti 8,6 | V 8,4  | Cr 4,9 | Mn 21,7 | Fe 11,8 | Co 13  | Ni 13,4 | Cu 16,5 | Zn 30,2 | Ga 18   | Ge 6,1  | As      | Se      | Br | Kr |
| Rb     | Sr 22,5 |    | Y 10,6  | Zr 5,7 | Nb 7,3 | Mo 4,8 | Tc      | Ru 6,4  | Rh 8,2 | Pd 11,8 | Ag 18,9 | Cd 30,8 | In 32,1 | Sn 22   | Sb 11   | Te      | I  | Xe |
| Cs 97  | Ba 20,6 | *  | Lu 9,9  | Hf 5,9 | Ta 6,3 | W 4,5  | Re 6,2  | Os 5,1  | Ir 6,4 | Pt 8,8  | Au 14,2 | Hg 60,4 | Tl 29,9 | Pb 28,9 | Bi 13,4 | Po 23,5 | At | Rn |
| Fr     | Ra      | ** | Lr      | Rf     | Db     | Sg     | Bh      | Hs      | Mt     | Ds      | Rg      | Cn      | Nh      | Fl      | Mc      | Lv      | Ts | Og |
|        |         | ↓  |         |        |        |        |         |         |        |         |         |         |         |         |         |         |    |    |
|        |         | *  | La 12,1 | Ce 6,3 | Pr 6,7 | Nd 9,6 | Pm 11   | Sm 12,7 | Eu 35  | Gd 9,4  | Tb 10,3 | Dy 9,9  | Ho 11,2 | Er 12,2 | Tm 13,3 | Yb 26,3 |    |    |
|        |         | ** | Ac      | Th 11  | Pa     | U 13,9 | Np      | Pu 46,7 | Am     | Cm      | Bk      | Cf      | Es      | Fm      | Md      | No      |    |    |

## Anomalies
Le cas le plus généralement connu d’anomalie dilatométrique est celui de l'eau, qui présente un comportement particulier dans sa phase liquide entre 0 °C et + 4 °C : lorsque la température augmente dans cet intervalle l'eau se contracte, son volume massique diminue, ce qui correspond à un coefficient de dilatation thermique négatif.
Ce phénomène est couramment appelé le « paradoxe de l'eau ».
Cependant, d'autres matériaux possèdent un coefficient de dilatation thermique négatif :
- le tungstate de zirconium, α-ZrW2O8, se contracte lorsque la température augmente entre - 272,85 °C et 777 °C, température à laquelle le matériau se décompose. Ce phénomène a aussi été observé pour d'autres membres de la famille AM2O8 (A = Zr ou Hf et M = Mo ou W)[6] ;
- le germanate de cuivre et fer Cu2Fe2Ge4O13, monoclinique et constitué de chaînes d'octaèdres FeO6 en zigzag le long de la direction b qui sont séparées dans la direction a par des dimères de carrés plans CuO4, a un coefficient de dilatation thermique négatif le long de a entre −233,15 °C et −73,15 °C, alors que dans les autres directions le coefficient de dilatation thermique est positif. Cette contraction thermique à basse température est supposée être due à la répulsion magnétique entre les ions Cu2+ à l'intérieur des dimères[7] ;
- le borate de strontium et de cuivre SrCu2(BO3)2, quadratique et constitué de couches ondulées Cu2(BO3)2 dans le plan (a, b) séparées le long de c par des atomes de strontium, possède un coefficient de dilatation thermique négatif dans la direction c entre 76,85 °C et 121,85 °C. Ce matériau subit une transition de phase structurelle du second ordre à 121,85 °C : au-dessus de cette température les couches Cu2(BO3)2 deviennent planes, nécessitant moins de place dans la direction perpendiculaire c, ce qui explique le coefficient de dilatation thermique négatif[8] ;
- la libéthénite Cu2PO4(OH) se contracte dans la direction c lorsque la température augmente à partir de 500 °C, signe précurseur de la déshydratation du matériau qui est complète à 580 °C[9].

Ainsi, plusieurs causes peuvent être à l'origine d'un coefficient de dilatation thermique négatif. Une application potentielle des matériaux à coefficient de dilatation thermique négatif en ingénierie est la mise au point de matériaux composites, mélanges de matériaux à coefficients α positifs et négatifs, qui auraient une dilatation thermique totale nulle.

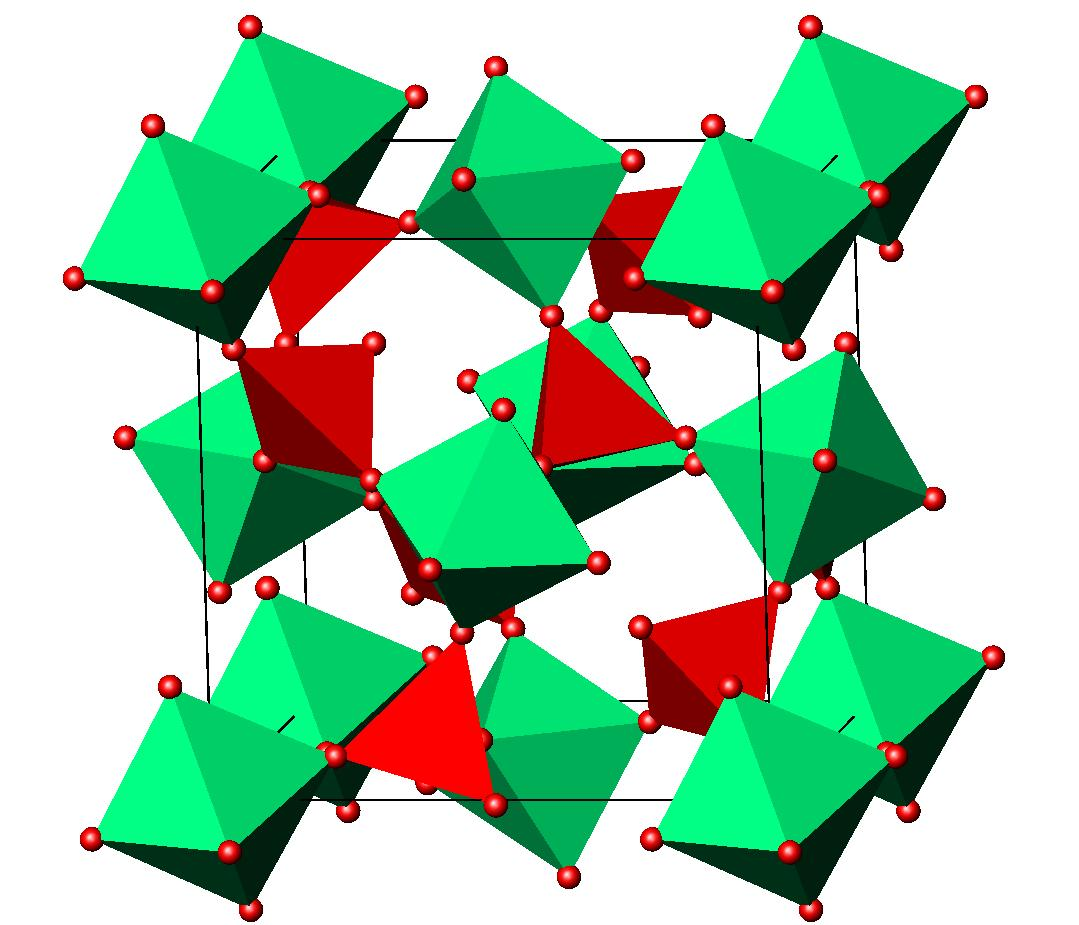
Structure cristalline de ZrW2O8. Octaèdres ZrO6 en vert, tétraèdres WO4 en rouge.
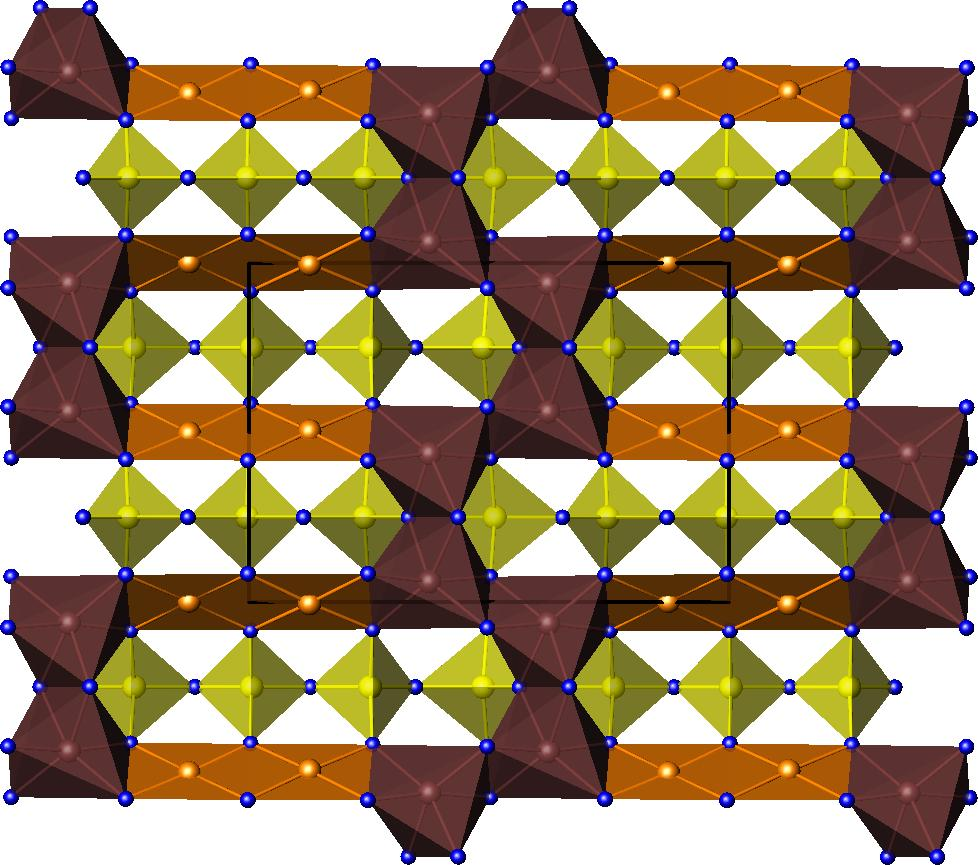
Structure cristalline de Cu2Fe2Ge4O13. Marron : fer, orange : cuivre, jaune : germanium, bleu : oxygène.
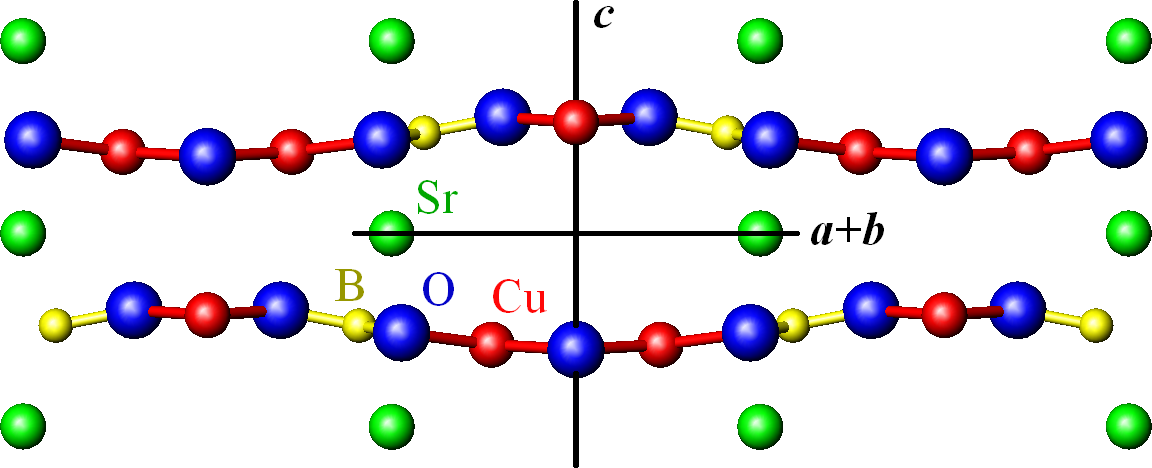
SrCu2(BO3)2 à −173,15 °C. Vert : strontium, rouge : cuivre, jaune : bore, bleu : oxygène.
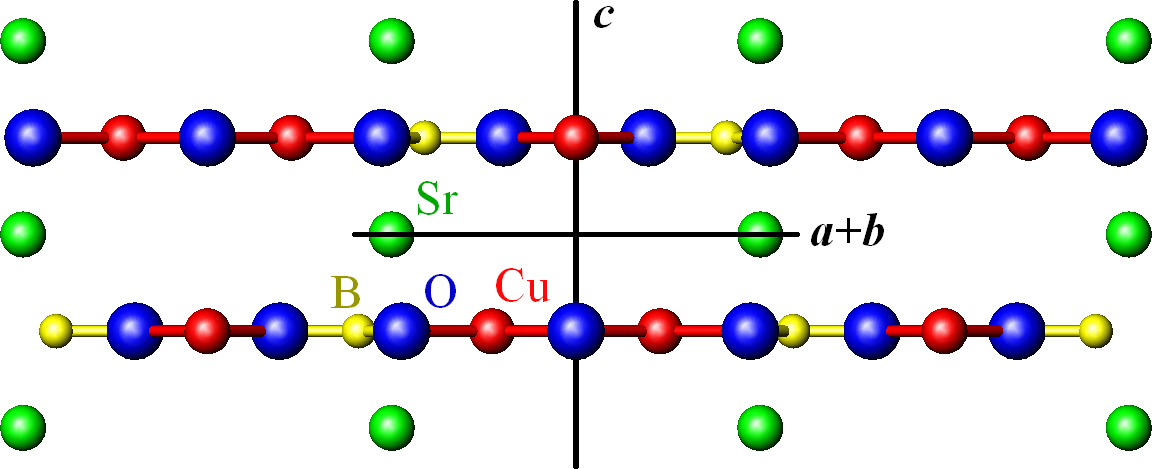
SrCu2(BO3)2 à 249,85 °C. Vert : strontium, rouge : cuivre, jaune : bore, bleu : oxygène.

## Problèmes dus à la dilatation
La dilatation des solides est compensée sur certaines structures par des joints de dilatation. Par exemple dans le cas des ponts, des « rainures » appelées joints de chaussée (ou par abus de langage simplement joints de dilatation) permettent de compenser les effets dus aux différences d'exposition au soleil et d'échauffement de l'atmosphère, pouvant allonger de quelques centimètres un solide long de plusieurs dizaines de mètres. Sans l'espace laissé par ces joints de dilatation, le pont subirait des contraintes internes supplémentaires.
- La dilatation d'un liquide est souvent négligeable par rapport à son ébullition, mais peut expliquer certains phénomènes, notamment avec des récipients rigides. Elle n'est pas la cause du débordement du lait que l'on chauffe trop, qui est un phénomène propre aux protéines bouillies.
- La casse du verre chauffé ou refroidi brusquement s'explique par la dilatation. On parle dans ce cas de choc thermique, dû à la différence de température entre les zones superficielles et le cœur de la pièce. La surface ayant refroidi plus vite, elle tente de se rétracter, mais le cœur, encore chaud et dilaté l'en empêche. Des contraintes de traction apparaissent alors, et occasionnent une rupture fragile.
- Blocage de roue : si une roue est d'une matière différente de celle de son axe, elle pourra se bloquer à certaines températures si les tolérances mécaniques ont été mal calculées.

## Applications de la dilatation
- Thermomètre bi-lame
- Thermomètre à gaz et thermomètre à liquide
- Dilatomètre
- Anneau de 's Gravesande
- Actionnement Thermique

### Personnalités ayant travaillé sur la dilatation
- Louis Joseph Gay-Lussac découvrit la loi de dilatation des gaz
- Pierre Louis Dulong
- Charles Édouard Guillaume, prix Nobel de physique (1920), découvrit des alliages ayant de faibles coefficients de dilatation
- Willem Jacob 's Gravesande